# Corennys taiwana
Corennys taiwana är en skalbaggsart som beskrevs av Hayashi 1963. Corennys taiwana ingår i släktet Corennys och familjen långhorningar.
Artens utbredningsområde är Taiwan. Inga underarter finns listade i Catalogue of Life.